# Metallostichodes
Metallostichodes is een geslacht van vlinders van de familie snuitmotten (Pyralidae), uit de onderfamilie Phycitinae.

## Soorten
- M. bicolorella (Heinemann, 1864)
- M. hemicautella Hampson, 1899
- M. nigrocyanella (Constant, 1865)
- M. povolnyi Roesler, 1983
- M. vinaceella Ragonot, 1895